# USS LST-913
O USS LST-913 foi um navio de guerra norte-americano da classe LST que operou durante a Segunda Guerra Mundial.